# Kang Ryang-uk
Kang Ryang-uk (en coreano: 강량욱, 7 de diciembre de 1902 – 9 de enero de 1983), también escrito Kang Lyanguk, fue un pastor presbiteriano de Corea del Norte y presidente de la Federación de Cristianos de Corea desde 1946.
Kang fue el tío materno del dictador norcoreano Kim Il-sung. La madre de Kim era Kang Pan-sok, que también era una devota presbiteriana. En sus primeros años Kang era maestro de escuela (uno de sus pupilos era Kim Il Sung). En la década de 1940 estudió teología en la Universidad de Pionyang y luego de completar sus estudios fue ordenado pastor.
Kang se convirtió en uno de los consejeros de Kim Il Sung poco después de que este regresó de la Unión Soviética en octubre de 1945. En 1946 se convirtió en presidente de la Liga Cristiana, posteriormente llamada Federación de Cristianos de Corea. Esta organización tenía relación con el Partido Comunista. En 1949 todos los pastores protestantes fueron forzados a ingresar a dicha organización. A fines de los años 40 Kang Ryang-uk fue elegido presidente del Partido Democrático de Corea (actual Partido Socialdemócrata de Corea) que era aliado cercano del Partido del Trabajo de Corea. Posteriormente sirvió como vicepresidente de Corea del Norte y secretario de la Asamblea Suprema del Pueblo. Fue nombrado vicepresidente de Corea del Norte por dicho parlamento en 1972 y dejó el cargo en 1982.
Su segundo hijo, Kang Yong-sop, posteriormente lo sucedió como presidente de la Federación de Cristianos de Corea.